# Fernand Brunfaut
Pour les articles homonymes, voir Brunfaut.
Fernand Brunfaut (Neffe - Anseremme, 7 juillet 1886 - Bruxelles, 9 février 1972) est un député et architecte belge.

## Biographie
Architecte de profession et appartenant à une famille d'architectes, il épousera Louise Moreau. Il est le frère de Gaston Brunfaut et le père de Maxime Brunfaut.  .
Membre du Parti ouvrier belge, il est élu conseiller municipal à Laeken en 1911 et est échevin des Travaux publics de 1914 à 1921. Après le rattachement de la commune à Bruxelles, il sera membre du conseil municipal de Bruxelles de 1921 à 1958. De 1921 à 1925, il sera également conseiller provincial.
En 1925, il est élu député socialiste pour l'arrondissement de Bruxelles, mandat qu'il occupera jusqu'en 1961. De 1947 à 1961, il sera par ailleurs vice-président de la Chambre.
Dans un contexte politique où ce sont les projets de loi émanant du gouvernement reçoivent la priorité, Brunfaut sera l'un des rares députés qui soit parvenu à faire adopter une loi, à laquelle son nom reste attaché.
La loi du 15 avril 1949, dite Loi Brunfaut, a fondé le Fonds national du Logement, qui financera aux frais de l'État les grands travaux d'infrastructure et d'équipement des cités sociales. Cette loi venait faire pendant à celle du 29 mai 1948, dite Loi de Taeye, qui instituait l'octroi de primes à l'achat de logements sociaux et donnant ainsi une forte impulsion à l'accession à la propriété. Il y eut donc une loi « socialiste » et une loi « chrétienne-démocrate » qui, conjointement, présideront au développement du logement social.
Par ailleurs, Brunfaut sera étroitement associé à la construction de la Jonction Nord-Midi. En 1947, il prendra la présidence du Bureau national de la Jonction.
Bruxelles conserve la mémoire de Fernand Brunfaut à travers une rue et une bibliothèque qui portent son nom.
En 2004, l'hôtel de ville de Bruxelles a accueilli une exposition intitulée Une architecture engagée - Les Brunfaut et, en 2013, une seconde exposition consacrée aux architectes Brunfaut, intitulée L'architecture progressive de Brunfaut, s'est tenue à l'Atomium.

## Publications
- La condition municipale , Verviers, La Travail, 1951.
- La Jonction , Bruxelles, A. Goemare,1959.
- Lenine 1870-1970 : Allocution prononcée au Parvis de Saint-Gilles-Bruxelles au jour du 100e anniversaire de la naissance de Lenine, Meise, [1970].